# Proserpine (Lully)
Proserpine (česky Proserpina, či Persefona, LWV 58) je francouzská opera (tragédie lyrique) od Jeana-Baptiste Lullyho, libreto sepsal jeho blízký spolupracovník Philippe Quinault. Námětem pro libreto se stal mýtus o Persefoně. Opera měla premiéru 3. února 1680, na zámku Saint-Germain-en-Laye.
Děj opery se točí kolem únosu Proserpiny Plutonem. Vedlejší dějové linie se věnují lásce mezi Ceres a Jupiterem a milostnými intrikami mezi Alphéem a Aréthusem.

## Vznik opery
Jean-Baptiste Lully byl po aféře související s operou Isis, při níž upadl jeho preferovaný libretista Philippe Quinault do nemilosti u dvora, nucen spolupracovat s jinými libretisty, jimiž byli Thomas Corneille a jeho synovec Bernard le Bovier de Fontenelle. I tak vznikly dvě následující opery, Psyché a Bellérophon, na základě starších Quinaultových děl. Někdy v roce 1679, v rané fázi příprav nové opery pro karneval následujícího roku, dosáhl Quinault po veřejném odprošení od Ludvíka XIV. odpuštění a mohl se vrátit ke své práci.
Námět opery již byl v té době určen, a ostatně vycházel zprostředkovaně z Quinaultovy iniciativy. Již roku 1670 zadal totiž král svým umělcům úkol sepsat dílo, které by využilo efektní stroje a dekorace Carla Vigaraniho pro podsvětní (pekelné) scény, ležící ladem od neúspěšné premiéry Cavalliho Zamilovaného Herkula (Ercole amante) roku 1661. Tehdy přišel Quinault s nápadem dramaticky ztvárnit téma únosu Proserpiny; nakonec však zvítězil Molièrův návrh vedoucí k první podobě „tragického baletu“ Psyché. V roce 1679 se tak Quinault k námětu vrátil. Od svých předchůdců Corneille a Fontenella převzal celkové rozvržení dramatu i nápady s vedlejší zápletkou Alphea a Arethusy a se scénou v Elysejských polích, veršovaná podoba textu je však plně jeho dílem.
Návrat Quinaulta ke spolupráci s Lullym se uskutečnil současně s odchodem scénografa a dlouhodobého Lullyho spolupracovníka Carla Vigaraniho. Jeho smlouva se skladatelem vypršela roku 1680 a Lully ji neobnovil. Proserpina tak byla první operou, jejíž výpravu zcela navrhl Jean Bérain. Navrhl řadu dekorací a scénických efektů, které měly velký úspěch (revue Le Mercure galant ho po jejich podrobném výčtu prohlásila za „univerzálního génia“): boj Jupitera s obry a zemětřesení v 1. dějství, výbuch Etny a zničení úrody ve 3. dějství, Elysejská pole a Plutův pekelný palác, příchody a odchody bohů na létajících vozech nebo apoteóza všech bohů v závěru opery.
Na rozdíl od předchozího Bellérophona, který byl poprvé uveden ve veřejném divadle Théâtre du Palais-Royal v Paříži, se premiéra Proserpiny konala u královského dvora, totiž v salle de balles zámku v Saint-Germain-en-Laye 3. února 1680. Podle účtů královského Menus Plaisirs stála příprava Proserpiny 47 321 livrů (tedy ani ne třetinu toho, co například Isis). Opera se u dvora hrála v průběhu karnevalu střídavě s Bellérophonem, pro nějž to byla premiéra u královského dvora.
Obě opery zde měly značný úspěch. Lully při publikaci libreta k Proserpině neopomněl ve věnování z propagačních důvodů zdůraznit, že opera „měla již to štěstí, že se [králi] jevila příjemnou“, a že král „jí již ráčil udělit slavnou pochvalu, již následovala chvála celé Francie“. Král přitom dával přednost hrdinským námětům, a proto před Proserpinou preferoval Bellérophona. Osud dvou hlavních hrdinek Proserpiny – Ceres, která trne strachy o své dítě, nese těžce její ztrátu a trpí nezájmem svého mužského protějšku, a její dcery Proserpiny, která musí v raném mládí náhle opustit své prostředí, provdat se za neznámého muže a ztratit veškerý styk se svým prostředím, rodinou a přáteli – byl blízký především ženské části publika. Madame de Sévigné ji ve své korespondenci označila za „operu převyšující všechny ostatní“. Velké zalíbení v ní našla manželka králova syna Marie Anna Viktorie Bavorská, na počest jejíhož prvního příjezdu do Francie byla na zámku ve Fontainebleau uspořádána 15. listopadu 1680 repríza Proserpiny. Podle diplomatických zpráv mnichovskému dvoru král svou novou snachu „posadil po své levici, aby s ní mohl rozprávět v průběhu představení a zjistit její pocity: obdivovala se předehře, říkala, že hudebníci zpívali velmi dobře, výprava se jí zdála velmi dobře vymyšlená; celkově měla velmi přesné a správné názory na krásná místa tohoto kusu“.
Podobně jako v případě Isis a Psyché bylo pozadí děje hledáno v poměrech u královského dvora. Autoři bezesporu vykreslili paralelu mezi králem zvítězivším nad nepřáteli v nizozemských válkách a Jupiterem zvítězivším nad Titány, vedle toho však byla v postavě Ceres, zanedbávané Jupiterovy milenky strachující se o osud svého dítěte, shledávána podoba Madame de Montespan.

## Inscenační historie
Proserpina byla poprvé představena u královského dvora, brzy poté se však zařadila na repertoár Académie royale de musique. Její reprízy se konaly v Théâtre du Palais-Royal od listopadu 1680 a v úloze Arethusy se tehdy poprvé představila významná zpěvačka Lullyho doby, Marthe Le Rochois. Další nastudování se v pařížské opeře konala pravidelně až do poloviny 18. století: v letech 1681, 1699, 1715, 1727, 1741, 1742 a naposledy v roce 1758; titulní roli tehdy zpívala nejvýznamnější pěvkyně té doby Sophie Arnould. Opera se hrála i u královského dvora (1740 ve Fontainebleau).
Opera byla natolik populární, že podle ní vznikly parodie, které hrála společnost Opéra-Comique. Ta roku 1727 dokonce byla pozvána k hostování v budově pařížské opery, kde – souběžně s reprízami skutečné Proserpiny – uvedla loutkovou parodii Les Noces de Pluton et de Proserpine (libreto napsali Louis Fuzelier a Jean-Philippe d'Orneval). Rovněž repríza roku 1741 byla provázena parodií pod názvem Farinette, již sepsal Charles-Simon Favart.
Proserpina se hrála rovněž v provinčních francouzských divadlech, doložena jsou představení v Lyonu roku 1694, v Rouenu o rok později, v Marseille v letech 1699 a 1700. Stala se vůbec první operou provedenou v Antverpách (1682), mezi léty 1683 a 1684 se hrála v Bruselu a v letech 1688 a 1703 v Amsterdamu a Haagu. Kromě toho se hrála v rezidenci hannoverského vévody ve Wolfenbüttelu (1685) a podle zachované partitury s poznámkami ještě před rokem 1686 rovněž v markrabské rezidenci v Ansbachu.
Poté však nebyla hrána téměř čtvrt tisíciletí. První – dosud jediné a pouze koncertní – představení Proserpiny nastudoval dirigent Hervé Niquet s orchestrem Le Concert Spirituel a konalo se nejprve 5. března 2006 v pařížském Cité de la musique a 22. září téhož roku v manéži velké stáje zámku ve Versailles. V produkci – jež dala vzniknout i dosud jediné CD nahrávce – zazářila zejména Stéphanie d'Oustrac v roli Cérès. Niquet souběžně nastudoval i zmíněnou marionetovou parodii z roku 1727.
Quinaultovo libreto na počátku 19. století přepracoval do modernější, tříaktové podoby libretista Nicolas-François Guillard (1752–1814) pro skladatele Giovanniho Paisiella. Toho pozval do Paříže Napoleon Bonaparte roku 1802, skladatel však brzy přešel do služeb Napoleonova bratra Josefa, krále neapolského, a Persefona – jež měla premiéru 28. března 1803 v pařížské opeře – tak zůstala jedinou Paisiellovou francouzskou operou.

## Charakteristika
Proserpine je – slovy dirigenta a specialisty na francouzský barokní repertoár Hervého Niqueta – vzorová francouzská tragédie en musique. Quinaultovo libreto – méně dramaticky vyvážené než v jiných jeho operách – je tentokrát zalidněno výhradně božstvy. Ústřední příběh se odehrává mezi třemi postavami, bohyní Ceres, její dcerou Proserpinou a Plutonem, který Proserpinu unese. Čtvrtou hlavní postavou je Jupiter, Proserpinin otec; ačkoli se objevuje až v posledním dějství, je přítomen v rozhovorech i svými skutky od počátku opery. Paralelu hlavnímu páru tvoří poněkud neorganicky doplněná milenecká dvojice Arethusy a Alphea. Velmi prostá zápletka je rozhojněna různými, jen volně souvisejícími epizodami poskytujícími příležitosti ke scénickým efektům a naplňujícími pětiaktový děj. Děj tentokrát nemá hrdinské téma a až na prolog není „královskou propagandou“ jako některé jiné Lullyho opery.
Nejlépe dramaticky propracovaná – a i skladatelem nejlépe hudebně obdařená – je postava Ceres, které patří jak úvodní obraz, tak drásavá scéna návratu ve 3. dějství, nářek přecházející ve scénu šílenství na konci téhož dějství a žalostný zpěv ve 5. aktu. Titulní hrdinka je svou matkou zatlačena poněkud do pozadí, je však hlavní postavou divertissement ve 2. dějství a ve 4. dějství má nejprve nářek (Ma chère liberté), pak sebevědomou árii, v níž proměňuje Ascalapha v sýce, a následně slavný milostný dialog s Plutonem Venez-vous contre moi défendre un téméraire. Pluto je kreslen spíše jako romantický milenec než jako vládce pekel. Ostatní postavy jsou hudebně traktovány méně výrazně.
Jinak Proserpina pokračuje v novém Lullyho přístupu k opeře započatém Bellérophonem a prohlubuje ho. Přestože byla určena pro královský dvůr, značně klesl počet baletních vstupů (zpravidla jen dva v každém dějství) i počet tanečníků, který nepřesahuje 12. Rovněž méně hudebních nástrojů vystupuje přímo na jevišti – jedinou významnou výjimkou je sbor blažených stínů na počátku 4. dějství, doprovázený šesti flétnami. Zato úloha sboru v opeře významně vzrostla: je mnohem početnější než balet (až 36členný), mnohem polyfonnější (až pětihlasý), nachází se ve většině scén a je přítomen na scéně po více než polovinu celkové délky opery, navíc hraje významnou úlohu v nejdramatičtějších momentech. Vedle sborů zaujme výrazná přítomnost užších ansámblů (tři Proserpininy nymfy, čtyři členové Plutonova doprovodu, tři podsvětní soudci, tři furie, tři blažené stíny) rozlišených hlasovým složením. V sólových úlohách sled klasických recitativů a árií osvěžuje například expresivní doprovázený recitativ Ceres na konci 3. dějství nebo dialog mezi Ascalaphem a Proserpinou ve 2. scéně 4. aktu, sestávající v podstatě ze dvou hudebně souvisejících árií po instrumentálním úvodu.
Rovněž instrumentální zpracování se oproti předchozím Lullyho operám rozvinulo, Proserpina se vyznačuje zvláště bohatou orchestrací. Rozrůznění hudby dosahuje ve finále až devíti reálných partů – pět pro smyčce a continuo, tři pro trubky a jeden pro bicí soupravu. Vyskytují se vedle předehry i jiná čistě instrumentální místa, například úvod k 4. dějství. Orchestrální efekty jsou zapojeny i do děje: hudba vykresluje přílet Merkura, let Ascalapha proměněného v sýčka, pekelný hukot, ve scéně hledání Proserpiny tvoří její družině ozvěnu.

## Role
| Role | Hlas                    | Premiéra 3. února 1680                             |
| Prolog | Prolog                  | Prolog                                             |
| --- | ----------------------- | -------------------------------------------------- |
| Mír (La Paix) | soprán                  | Catherine Ferdinand                                |
| Štěstí (La Félicité) | soprán                  | Mlle Rebel                                         |
| Hojnost (L'Abondance) | soprán                  | Mlle Puvigné (nebo Puvigny)                        |
| Eris (Svár, La Discorde) | tenor (rôle travesti)   | Puvigné (nebo Puvigny)                             |
| Vítězství (La Victoire) | soprán                  | Claude Ferdinand                                   |
| Hry a Rozkoše, Žárlivost, Nenávist, Zlost, Hněv, Zoufalství, Smutky aj.; družina Míru; družina Sváru; družina Vítězství; skupina bohyň vítězství a hrdinů                                                                                     |                         |                                                    |
| Tragédie |                         |                                                    |
| Pluto (Pluton), bůh podsvětí | bas                     | Jean Gaye                                          |
| Ascalaphe, syn řeky Acherón a důvěrník Pluta | bas                     | Antoine Morel                                      |
| Proserpina (Proserpine), dcera Jupitera a Ceres | soprano                 | Claude Ferdinand                                   |
| Ceres (Cérès) | soprán                  | Mlle de Saint-Christophe (nebo Saint-Christophle)  |
| Jupiter | bas                     | Godonesche                                         |
| Alpheus (Alphée), říční bůh, milovník Arethusy | haute-contre            | Bernard Cledière                                   |
| Arethusa (Aréthuse), nymfa milovaná Alpheem | soprán                  | Catherine Ferdinand                                |
| Merkur (Mercure) | tenor                   | Langeais                                           |
| Cyané, sicilská nymfa, důvěrnice Cerery | soprán                  | Mlle Bony                                          |
| Crinise, bůh sicilské řeky Crinisus | basbaryton              | Arnoul                                             |
| Tři furie | dva tenoři a basbaryton | Claude Desvoyes, Puvigny (nebo Puvigné) a Le Maire |
| Požehnaný duch | soprán                  |                                                    |
| Amor, Hymén, Venuše, Pallas, Apollón, Mars, Vertumnus, Flora, Pomona; nymfy; lesní bohové; Sicilané; podsvětní božstva; Cereřina družina; šťastné stíny; tři podsvětní soudci; nebeská božstva; božstva z družiny Plutonovy; pozemská božstva |                         |                                                    |

## Děj opery

### Prolog
Mír a jeho průvodci Štěstí, Hojnost, Hry a Rozkoše jsou ukovány v kobce Sváru; volají na pomoc „hrdinu, jehož chrabrost ohromuje vesmír“ (árie Míru se sborem Héros, don’t la valeur étonne l'Univers). Družina triumfujícího Sváru – totiž Nenávist, Hněv, Smutky, Žárlivost, Zlost, Zoufalství a další – posměšně tančí kolem zajatců (recitativ Sváru Soupirez, triste paix, malheureuse captive a sbor O rigueurs inhumaines!). Je však slyšet vojenské polnice – hudbu vítězství. Samo Vítězství sestupuje z rozkazu vítěze, aby osvobodilo Mír a naopak vrhlo do okovů Svár (árie se sborem Venez, aimable paix, le vainqueur vous appelle). Svár a jeho družina bezmocně protestují, zatímco družiny Míru a Vítězství zvěstují mír pro celé univerzum (sbor Après avoir vaincu mille peuples divers). Chvalořečí pak slavného vítěze (duet Vítězství a Míru se sborem Le vainqueur est comblé de gloire). Osvobozená božstva radostně tančí gavotu a menuet, Štěstí a Hojnost zpívají o tom, že nyní je čas předat vládu bohu lásky (duet Il est temps que l'Amour nous enchaîne). Mír zve k hrám a rozkoším (árie a sbor On a quitté les armes) a Štěstí doplňuje atmosféru chvalozpěvem na slastná muka lásky (árie Que l'Amour est doux à suivre).

### 1. dějství
(Cereřin palác) Bohyně Ceres ve společnosti Cyané a Crinise se raduje z vítězství svého dávného milence Jupitera nad obry (árie Ceres a tercet Goûtons dans ces aimables lieux). Z nebes sestupuje posel bohů Merkur se vzkazem od Jupitera. Ceres se diví, že si na ni její milenec v tak důležité chvíli vzpomněl, a Merkur ji ujišťuje, že Jupiter na náklonnost k ní nezapomíná (árie Dans les soins les plus grands). Děkuje jeho jménem Ceres za to, jak se postarala o úrodu na Sicílii, posílá ji zařídit totéž do Frýgie a zdůrazňuje, jaká je to pro ni pocta. Ceres by od Jupitera spíše než poctu očekávala lásku (árie L'amour qui pour lui m'anime), Merkur jeho nedbalost omlouvá státnickými záležitostmi (árie Il sent l'ardeur qu'un tendre amour inspire), a když to Ceres odmítne jako výmluvu (árie Quand de son cœur je devins souveraine), argumentuje žárlivostí jiných bohů. Ceres i o tomto důvodu silně pochybuje, nicméně hodlá Jupiterovu prosbu vyplnit (duet Ceres a Merkura Que ne quitterait-on pas).
Ceres zanechává nymfě Arethuse péči o svou dceru Proserpinu. Arethusa si stěžuje na to, že ji svou láskou sužuje bůh Alpheus, ale Ceres dobře vidí, že nymfa jeho náklonnost opětuje, a proto jí radí, aby byla za tak věrného milence vděčná (árie Arethusy Eh! de grâce, laissez-moi plutôt éviter a její duet s Ceres Aimez sans vous contraindre). Arethusa osamí a stěžuje si, jak je obtížné si zachovat hrdost a nepřístupnost tváří v tvář nápadníkovi, jehož city ve skutečnosti opětuje (árie Vaine fierté, faible rigueur). Alpheus přichází, a když jeho vyznání Arethusa znovu odmítá, předstírá, že se tedy bude ucházet o Prosepinu. Arethusa ho varuje, že u Proserpiny mít štěstí nebude (árie Si Proserpine est belle), ale to Alphea zdá se neodradí: naopak nymfu žádá, aby se za něj u Proserpiny přimluvila – ledaže by ona sama chtěla změnit názor na sňatek s ním… Zmatená nymfa jej opět odmítá, ačkoli méně přesvědčivě (duet Non, je ne veux jamais entendre).
V čele božstev a lidu Sicílie přichází Proserpina, aby se s Ceres rozloučila před jejím odjezdem do Frýgie (árie se sborem Ceres va nous ôter sa divine présence). Ceres děkuje, svěřuje Proserpinu všem do péče a na odjezdu vyzývá všechny, aby chválili vítězného Jupitera. Všichni mu tedy zpívají na počest (sbor Célébrons la victoire a balet). Tu zaútočí vůdce obrů a zničí část Cereřina paláce. Na výzvu všech shromážděných (sbor Jupiter, lancez le tonnerre) uhodí Jupiter bleskem do hory Etny a vzpouru obrů definitivně potlačí.

### 2. dějství
(Cereřiny zahrady) Crinise chválí mír, který zavládl po Jupiterově vítězství nad obry, ale Alpheus dosud nedosáhl pokoje, protože ho Arethusa stále odmítá. Crinise mu radí, aby si našel jinou lásku, ale Alpheus toho není schopen a závidí těm, kdo dokáží být v lásce nestálí (árie Alphea a jeho duet s Crinnisem Heureux qui peut être inconstant!... Qu'il coûte cher d'être fidèle!). Přichází Plutonův pomocník Ascalaphe, který je na obchůzce po zemi – za důvod udává kontrolo toho, zda nedávná zemětřesení nezpůsobily trhliny v klenbě podsvětí, jimiž by stíny mohly unikat na zem. Vedle toho však projevuje – k Alpheově nelibosti – milostný zájem o Arethusu, neboť ani podsvětní bytosti nemohou odolat Amorovi (árie L'astre brillant qui vous luit). Alpheus se jej od toho snaží odradit, ale Ascalaphe ví, že jeho sok u nymfy dosud nepochodil a že tedy má naději na úspěch. Odchází a Alphea se zmocňuje žárlivost (árie Amants qui n'êtes point jaloux).
Přichází Arethusa a Alpheus jí hned vyčítá domnělou přízeň k Ascalaphovi, načež on připomíná Alpheovu proklamovanou lásku k Proserpině (árie Arethusy Votre nouvelle chaîne est si belle et si forte!). Žárlivá scéna vyvrcholí ve dlouho odkládaném vzájemném vyznání lásky (duet C'est un autre que mois qui règne dans votre âme). Když vzápětí přichází Ascalaphe, nachází oba milence v nejlepší shodě a jeho nabídku k sňatku Arethusa pochopitelně odmítá. Odvržený nápadník se tedy spokojuje se životem bez lásky (tercet Pour être heureux il faut qu'on aime bien).
Přichází sám vládce podsvětí Pluto a hovoří s Arethusou. Udává stejný oficiální důvod své přítomnosti jako Ascalaphe, i on má ovšem ještě jiný cíl – setkat se s Proserpinou, kterou nedávno zahlédl a zahořel k ní láskou. Arethuisa ho varuje, že tato hrdá dívka není přístupná lásce, ale pomůže mu, aby se skryl v listoví a mohl Proserpinu sledovat. V dialogu s Ascalaphem se Pluto přiznává, že podlehl Amorově střele, a jeho důvěrník se tomu nediví: Amor je mocný bůh (árie Ascalapha Contre l'amour quel cœur peut se défendre?, árie Plutona De ce dieu si puissant je méprisais les feux a duet L'Amour comblé de gloire). – Proserpina přichází v doprovodu nymf, které tančí a opěvují mír a krásy přírody (sbor Les beaux jours et la paix, árie Proserpiny se sborem Belles fleurs, charmant ombrage a árie Proserpiny se sborem Que notre vie). Náhle ze skrýše vystoupí Pluto a s ostatními podsvětními božstvy se Proserpiny přes její zoufalý nářek zmocní. Jediné přímé svědkyni, nymfě Cyané, Pluto zakáže pod trestem ztráty hlasu prozradit, co se stalo. Poté unese Proserpinu na svém pekelném voze.

### 3. dějství
(Soptící Etna a její okolí) Alpheus, Arethusa, Crinise, nymfy i lesní bůžkové marně hledají Proserpinu (sbor Proserpine, répondez-nous?). Arethusa, která Plutona k Proserpině přivedla, se dovtípila, co se stalo, a ze strachu před hněvem Ceres odchází hledat svou svěřenku do podsvětí; Alpheus přirozeně trvá na tom, že půjde s ní, protože se od sebe nemohou odloučit (recitativ Arethuse N'aurais-je point innocement, árie Alphea Pouvez-vous oublier qu'il faut que je vous suive?... Que l'absence de ce qu'on aime a duet Le bonheur est partout où l'amour est en paix). Je vidět vůz vracející se Ceres a všichni se rozprchnou, aby se s ní nemuseli setkat (sbor Cérès revient! ah quelle peine!).
Ceres přichází a hned hledá svou dceru, kterou miluje především jako upomínku na Jupiterovu lásku. Splnila svůj úkol a učinila Frygy šťastnými, ale opuštěné místo ji znepokojue: svolává proto všechny k sobě (recitativ Je vais revoir ma fille a árie J'ai rendu les humains heureux). Nymfy a lesní bůžkové zdráhavě přicházejí, nikdo však není schopen Ceres říci, kam se Proserpina poděla (sbor O Cérès! ô mère trop tendre!). Ceres spatří Proserpinin šál v rukou Cyané a vyptává se jí na svou dceru. Cyané prozradí, že Proserpina byla unesena, než však stačí vyslovit jméno únosce, promění se v potůček. Ceres je zmatena, postupně propadá zoufalství, žádá bohy o pomoc a současně je jednoho po druhém podezřívá; nakonec v hněvu přikazuje spálit všechny dary, které lidstvu přinesla (recitativ a árie Les dieux n'ont pu souffrir… Ah! quelle injustice cruelle!). Ke zděšení božstev a za bědování lidu Cereřina družina zapaluje za pomoci ohně z Etny veškerou úrodu (scéna Ceres a sboru Que tout se ressente… Ah! quelle épouvantable flamme!).

### 4. dějství
(Elysejská pole) Na Elysejských polích, místě posmrtného odpočinku počestných lidí, za zvuků flétny zpívají a tančí blažené stíny (Loin d'ici, loin de nous). Naproti tomu Proserpina naříká nad svou ztracenou svobodou (árie Ma chère liberté, que vous aviez d'attraits!). Ascalaphe – jemuž přizvukují blažené stíny – se ji snaží přesvědčit, aby opětovala lásku mocného Plutona (árie Aimez qui vous aime). I Arethusa a Alpheus byli Plutonem angažováni, aby Proserpinu přemluvili k povolnosti (tercet Rien n'est impossible à l'amour constant). Proserpina však dále naříká a chce se vrátit na zem. Ascalaphe ji ale upozorňuje, že na zem se již vrátit nesmí, protože pozřela podsvětního ovoce – ačkoli nevědomky, protože jí ho sám podstrčil a ihned o tom informoval Plutona. S Arethusou a Alpheem ji tedy vyzývají smířit se se skutečností, že podsvětí již nikdy neopustí. Proserpina si zoufá, její hněv se však obrací na Ascalapha, jemuž vyčítá podvod a proměňuje jej v sýčka (recitativ Je ne verrai jamais la lumière céleste!).
Pluto přichází promluvit s Prosepinou. Snaží se ji přesvědčit k lásce a představuje jí svou říši, která je mocná i krásná; stejně jako Neptun v moři, je i on v podsvětí pánem nezávislým na Jupiterovi. Ale Proserpina jej neoblomně odmítá a touží se navrátit k matce (dialog Venez-vous contre moi défendre un téméraire? s Plutonovou árií Je suis roi des Enfers, Neptune est roi de l'Onde a duetem Mon cœur fidèle). Pluto přesto svolává blažené stíny a podsvětní božstva, aby se poklonily své nové paní, přinesly jí bohaté dary a přesvědčily, že manžel je cennější než matka a že být královnou podsvětí je záviděníhodná věc (Plutonův recitativ a árie se sborem Que l'on suspende ici les tourments éternels… Rendez hommage à votre reine, sbor blažených stínů C'est assez de regrets).

### 5. dějství
(Plutonův palác) Pluto varuje shromážděné obyvatele své říše – podsvětní božstva včetně tří Furií – že Jupiter chce odnést z podsvětí Proserpinu, ačkoli nad podsvětím nemá žádnou moc. On sám, vládce nebes a hromů, miloval a svedl tolik žen, a vládci podsvětí nechce ponechat tu jedinou, kterou si Pluto zalíbil (recitativ a árie Vous qui reconnaissez ma suprême puissance… C'est la première fois que j'aime). Všichni souhlasí, že Proserpinu je třeba si podržet a že co peklo schvátí, to už nenavrátí (sbor Gardons Proserpine). Tři podsvětní soudci rozhodují, že Proserpina požila podsvětního ovoce a nesmí se vrátit na svět (tercet Proserpina a goûté des fruits de votre empire). Všichni vášnivě podporují Plutona, nemají z Jupitera strach a jsou ochotni se pustit do boje (Pluto a sbor Que le ciel menace, qu'il tonne… Renversons toute la nature).
(Pustina) Ceres naříká nad ztrátou své dcery i nad nezájmem Jupitera o její osud (árie Déserts écartés, sombres lieux). Až k ní dolehne bojovný zpěv podsvětních božstev a vzápětí se z podsvětí vracejí Alpheus a Arethusa, aby Ceres konečně sdělili, že Proserpininým únoscem je Pluto. Ceres je zoufalá, protože je-li její dcera v podsvětí, znamená to, že ji více neuvidí. Alpheus a Arethusa ji utěšují, že Pluto Proserpinu miluje a že Cereřina dcera je nyní královnou velké říše (duet Quel cœur se peut assurer), ale Ceres utěší teprve informace, že Jupiter požádal Plutona o navrácení Proserpiny.
Z nebes sestupuje Merkur a zvěstuje Ceres jednomyslný rozsudek bohů. Proserpina se sice musí provdat za Plutona, ale bude jí povoleno trávit vždy půl roku v podsvětí u manžela a půl roku na zemi u své matky. Ceres je spokojena (recitativ Merkura Tous les dieux sont d'accord a árie Ceres Après une peine extrême). Otevřou se nebesa a Jupiter, obklopen bohy včetně Plutona a Proserpiny, vyhlašuje současně se sňatkem tohoto páru konec sváru a začátek míru na zemi, na nebi i v podsvětí (árie Jupitera se sborem Cérès, que de vos pleurs le triste cours finisse… Que l'on enchaîne pour jamais).

## Nahrávky
- Proserpine Soloists, Le Concert Spirituel, dirigováno Hervém Niquetem (Glossa, 2 CD, 2008)